# Szczecinek (gromada)
Szczecinek – dawna gromada, czyli najmniejsza jednostka podziału terytorialnego Polskiej Rzeczypospolitej Ludowej w latach 1954–1972.
Gromady, z gromadzkimi radami narodowymi (GRN) jako organami władzy najniższego stopnia na wsi, funkcjonowały od reformy reorganizującej administrację wiejską przeprowadzonej jesienią 1954 do momentu ich zniesienia z dniem 1 stycznia 1973, tym samym wypierając organizację gminną w latach 1954–1972.
Gromadę Szczecinek z siedzibą GRN w mieście Szczecinku (nie wchodzącym w jej skład) utworzono 31 grudnia 1959 w powiecie szczecineckim w woj. koszalińskim z obszarów zniesionych gromad Gwda Wielka, Żółtnica (oprócz wsi Wojnowo) i Turowo (oprócz wsi Wilcze Laski i Raciborki) w tymże powiecie.
W 1965 roku gromadą zarządzało 27 członków gromadzkiej rady narodowej.
31 grudnia 1968 do gromady Szczecinek włączono obszar zniesionej gromady Jelenino (bez wsi Kucharowo, Mosina i Jeleń) oraz wsie Dalęcinko i Gałowo ze zniesionej gromady Spore w tymże powiecie.
31 grudnia 1971 do gromady Szczecinek włączono obszar zniesionej gromady Drzonowo oraz wsie Wilcze Laski i Wojnowo ze zniesionej gromady Lotyń w tymże powiecie.
Gromada przetrwała do końca 1972 roku, czyli do kolejnej reformy gminnej. 1 stycznia 1973 w powiecie szczecineckim reaktywowano zniesioną w 1954 roku gminę Szczecinek.